# إعادة هيكلة البطين
إعادة هيكلة البطين (أو إعادة الهيكلة القلبية) تشير إلى تغيرات في حجم وشكل وهيكل وفسيولوجية القلب عقب إصابة عضلة القلب. وتحدث تلك الإصابة بصورة نموذجية نتيجة احتشاء عضل القلب (يكون عادةً احتشاء كامل جدار عضل القلب أو احتشاء العضلة القلبية مع ارتفاع الشدفة)، ولكنها قد تكون نتيجة عدد من الأسباب تؤدي إلى حمل الضغط الزائد أو حمل الحجم الزائد (من أشكال الإجهاد) على القلب. وقد يؤدي أيضًا فرط ضغط الدم المزمن والمرض القلبي الخلقي مع التحويلة داخل القلب وأمرض القلب الصمامية إلى إعادة الهيكلة القلبية. فبعد حدوث الإهانة، تحدث سلسلة من التغيرات في باثولوجيا الأنسجة والتغيرات الهيكلية في عضلة قلب البطين الأيسر مما يؤدي إلى انخفاض متتابع في أداء البطين الأيسر. وفي النهاية تؤدي إعادة هيكلة البطين إلى تقلص متضائل في وظيفة (انقباض القلب) وانخفاض حجم الضربة.
على الصعيد الطبي، ينطوي مصطلح «إعادة هيكلة البطين» على انخفاض في الوظيفة (رغم أن كلمة «إعادة هيكلة» تنطوي عادةً على معنى التطوير). فإعادة هيكلة البطينين في ظل الضغط الأيمن أو الأيسر يجعل عدم التوافق أمر حتمي. ويوجه الضغط المرضي لعدم التوافق بين الدورة الدموية الصغرى والدورة الدموية في المخ والدورة الدموية الكبرى عملية إعادة الهيكل التعويضية في البطين الأيسر والأيمن. وينطوي مصطلح «إعاة الهيكلة العكسية» في طب القلب على تطور ميكانيكا ووظائف البطين عقب إصابة بعيدة أو إجراء علاجي.
يكون التضخم متحد المركز نتيجة حمل الضغط الزائد، بينما التضخم أحادي المركز يكون نتيجة حمل الحجم الزائد.

## الفيزيولوجيا المرضية
إن الخلية العضلية القلبية هي الخلية الأساسية المشتركة في عملية إعادة الهيكلة. الأرومات الليفية والكولاجين وخلال النسيج الخلالي ودورة الشريان التاجي تلعب أيضًا دورًا في تلك العملية ولكن إلى حد أقل. وتحدث إعادة الهيكلة عادةً بعد احتشاء عضل القلب. ويكون هناك نخر (موت خلايا) في عضل القلب وترقيق غير متجانس في القلب. ولا تستطيع تلك المنطقة الرقيقة والضعيفة أن تتحمل حمل الضغط والحجم على القلب بنفس الطريقة التي تتحملها الخلايا الصحية الأخرى. ونتيجة لذلك يكون هناك توسع في الغرفة التي تنشأ من منطقة الاحتشاء. وتؤدي مرحلة إعادة الهيكلة الأولية بعد احتشاء عضل القلب إلى إصلاح منطقة النخر وتندب عضل القلب والذي يمكن اعتباره مفيدًا إلى حد ما حيث يكون هناك تحسن أو حفاظ على وظيفة البطين الأيسر ونتاج القلب. ولكن بمرور الوقت، ولأن القلب لا زال يمر بعملية إعادة الهيكلة، يتضاءل الشكل البيضاوي للقلب ويتحول أكثر للشكل الدائري. وتزيد كتلة وحجم البطين ويؤثران معًا بالسلب على وظيفة القلب. وفي النهاية تعتل وظيفة انبساط القلب أو قدرة القلب على الارتخاء بين الانقباضات، مما يسبب انخفاضًا في تلك الوظيفة.

## العلاج
تؤثر العديد من العوامل على الإطار الزمني لعملية إعادة الهيكلة وعلى نطاق تلك العملية نفسها، وتضم تلك العوامل شدة الإصابة والأحداث الثانوية (الإقفار المتكرر أو الاحتشاء) ونشاط الهرمون العصبي والعوامل الوراثية والتعبير الجيني والعلاج. وقد تخفف الأدوية من حدة إعادة الهيكلة. مثبطات الإنزيم المحول للأنجيوتنسين تظهر باستمرار قدرتها على خفض معدل إعادة الهيكلة في حيوانات التجارب أو احتشاء كامل جدار عضل القلب وحمل الضغط الزائد المزمن. وأثبتت التجارب السريرية أن علاج مثبط الإنزيم المحول للأنجيوتنسين بعد حدوث احتشاء عضل القلب يؤدي إلى تحسن أداء عضل القلب وتحسن الكسر القذفي وانخفاض نسبة الوفيات مقارنة بالمرضى الذين تم علاجهم بالدواء الوهمي. وبالمثل، يؤدي تثبيط ألدوستيرون، بطريقة مباشرة أو غير مباشرة، إلى تحسن في إعادة الهيكلة. وقد يعمل كارفيديلول-الجيل الثالث من حاصرات بيتا- بالفعل على عكس عملية إعادة الهيكلة من خلال خفض حجم البطين الأيسر وتحسين وظيفة انقباض القلب. ويمكن أن تحد عمليات إصلاح عيوب القلب الخلقية، إذا كانت مناسبة، من عملية إعادة الهيكلة، وكذلك علاج فرط ضغط الدم المزمن أو أمراض القلب الصمامية. وعادة ما يحدث انعكاس في عملية إعادة الهيكلة أو تحسن في وظيفة البنكين الأيسر.